# Laurits Pedersen
Laurits Raun Pedersen (* 25. Januar 2006) ist ein dänischer Fußballspieler.
Er kann sowohl als zentraler als auch als defensiver Mittelfeldspieler eingesetzt werden und spielt derzeit bei Randers FC. Zudem ist Pedersen dänischer Nachwuchsnationalspieler.

## Karriere

### Verein
Laurits Pedersen spielte Fußball bei Hornbæk SF sowie bei Randers Freja, bevor er in die Jugendabteilung von Randers FC wechselte. Dort erhielt er im Dezember 2024 einen Vertrag mit einer Laufzeit bis Winter 2027, gab aber bereits am 18. August 2024 im Alter von 18 Jahren sein Profidebüt in der Superliga, als er bei der 1:2-Niederlage gegen SønderjyskE zum Einsatz kam. In seiner ersten Saison im Profibereich kam Pedersen in der Liga zu 17 Einsätzen.

### Nationalmannschaft
Laurits Pedersen vertrat Dänemark im Nachwuchsbereich bisher in den Altersklassen U17 und U19. Mit letzterer nimmt er an der Europameisterschaft 2025 in Rumänien teil.